# Lijst van personen geboren in 1983
Dit is een lijst van personen die zijn geboren in 1983.

### januari
- 1 - Pieter-Jan Monteyne, Belgisch voetballer
- 1 - Park Sung-hyun, Koreaans boogschutter
- 1 - Melaine Walker, Jamaicaans atlete
- 2 - Kate Bosworth, Amerikaans actrice
- 2 - Takaharu Nakajima, Japans langebaanschaatser
- 3 - Youness Bengelloun, Marokkaans-Frans voetballer
- 3 - Maarten Larmuseau, Belgisch geneticus en genealoog
- 3 - Stephanie Van Houtven, Belgisch politica (overleden 2023)
- 3 - Marie Vinck, Belgisch actrice
- 3 - Geert Wellens, Belgisch veldrijder
- 4 - Kerry Condon, Iers actrice
- 4 - Olof Guterstam, Zweeds voetballer
- 4 - Vít Valenta, Tsjechisch voetballer
- 5 - Filip Adamski, Duits roeier
- 13 - Luuk Ikink, Nederlands omroepmedewerker en presentator
- 13 - Paul de Jong, Nederlands  paralympisch roeier
- 15 - Robertas Valikonis, Litouws voetbalscheidsrechter
- 18 - Eldorjan Hamiti, Albanees voetbalscheidsrechter
- 21 - Alex Acker, Amerikaans basketballer
- 21 - Bùi Thị Nhung, Vietnamees atlete
- 21 - Jekaterina Chorosjich, Russisch atlete
- 21 - Marieke van den Ham, Nederlands waterpoloër
- 21 - Maryse Ouellet, Canadees model en professioneel worstelaar
- 21 - Alvaro Quiros, Spaans golfer
- 21 - Niels de Ruiter, Nederlands darter
- 21 - Francesca Segat, Italiaans zwemster
- 22 - Wendy Smits, Nederlands handbalster (overleden 2022)
- 27 - Lee Grant, Engels voetballer
- 28 - Thierry Baudet, Nederlands politicus
- 28 - Danny Makkelie, Nederlands voetbalscheidsrechter

### februari
- 1 - Jurgen Van den Broeck, Belgisch wielrenner
- 9 - Breanna Hargrave, Australisch wielrenster
- 11 - Rafael van der Vaart, Nederlands voetballer
- 12 - Abdulkadir Bitigen, Turks voetbalscheidsrechter
- 12 - Lavinia Meijer, Nederlands harpiste
- 12 - Carlos Vicens, Spaans voetbaltrainer
- 13 - Anna Watkins, Brits roeister
- 14 - Etalemahu Kidane, Ethiopisch atlete
- 17 - Matej Tóth, Slowaaks atleet
- 21 - Jemma Wakeman, Brits zangeres
- 23 - Ahmed Hossam, beter bekend als Mido, Egyptisch voetbaltrainer en voormalig voetballer

### maart
- 1 - Carlos Abellán, Spaans wielrenner
- 1 - Nathan Fake danceproducer
- 5 - Amine Aksas, Algerijns voetballer
- 7 - Greta Lee, Amerikaans actrice
- 11 - Leodán González, Uruguayaans voetbalscheidsrechter
- 17 - Mariken Heitman, Nederlands schrijfster
- 23 - Martha Komu, Keniaans/Frans atlete
- 28 - Joost de Vries, Nederlands schrijver en journalist
- 31 - Henk Nijboer, Nederlands politicus (PvdA)

### april
- 1 - Jurgen Verbrugghe, Belgisch atleet
- 3 - Greg Nottrot, Nederlands acteur, toneelregisseur en presentator
- 6 - Lander Tijtgat, Belgisch atleet
- 11 - Tom Berendsen, Nederlands (euro)politicus (CDA)
- 12 - Jelena Dokić, Servisch tennisster
- 12 - Luke Kibet, Keniaans atleet
- 12 - Alexa May, Oekraïens actrice
- 12 - Sak Noel, Spaans dj
- 12 - Satoshi Osaki, Japans atleet
- 15 - Alice Braga, Braziliaans actrice
- 16 - Thomas Olde Heuvelt, Nederlands thriller-, horror- en fantasyschrijver
- 20 - Yuri van Gelder, Nederlands turner
- 20 - Max Neukirchner, Duits motorcoureur
- 23 - Gerhard Zandberg, Zuid-Afrikaans zwemmer
- 24 - Dave Vos, Nederlands voetbaltrainer
- 28 - Josh Brookes, Australisch motorcoureur

### mei

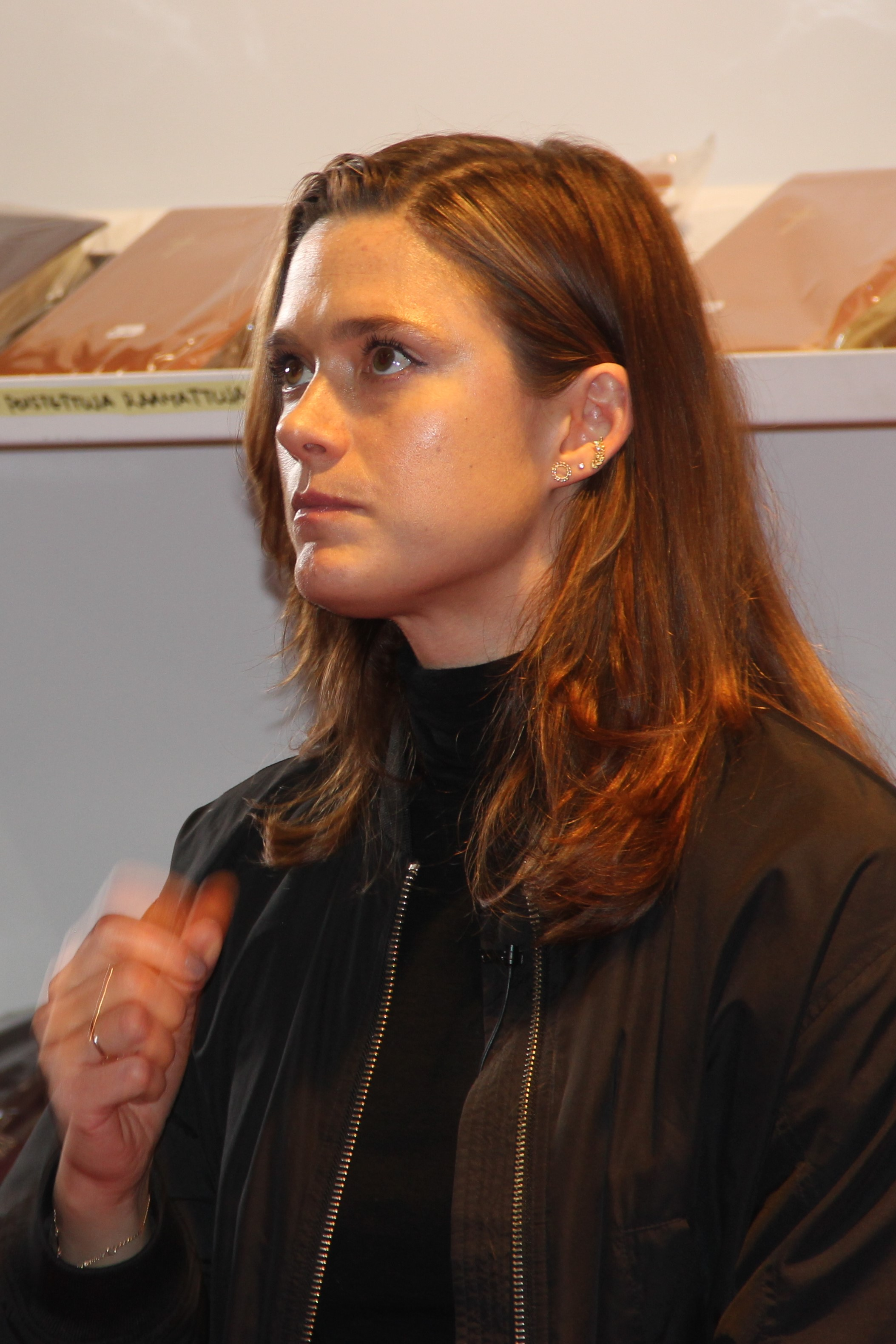
Krista Kosonen,
geboren op 28 mei

- 2 - Wytske Versteeg, Nederlands schrijfster
- 6 - Dani Alves, Braziliaans voetballer
- 7 - Aristotelis Diamantopoulos, Grieks voetbalscheidsrechter
- 11 - Hanna Verboom, Nederlands actrice en presentatrice
- 12 - Gladys Cherono, Keniaans atlete
- 13 - Liesje Schreinemacher, Nederlands (euro)politica
- 20 - Ellen Cochuyt, Belgisch atlete
- 20 - Driss El Akchaoui, Nederlands voetballer
- 21 - Fabrizio Zanotti, Paraguayaans golfer
- 22 - Niccolò Galli, Italiaans voetballer (overleden 2001)
- 24 - Jessica Van de Steene, Belgisch atlete
- 28 - Krista Kosonen, Fins actrice
- 30 - Roger Lee Hayden, Amerikaans motorcoureur
- 30 - Kristof Van Malderen, Belgisch atleet
- 31 - Kim Aabech, Deens voetballer
- 31 - Leon Haslam, Brits motorcoureur

### juni
- 1 - Sylvia Hoeks, Nederlands model en actrice
- 3 - Christine de Boer, Nederlands actrice en cabaretière (Yentl en de Boer)
- 6 - Alexander van Hattem, Nederlands politicus
- 6 - Kelela Mizanekristos (1983), Amerikaans zangeres
- 8 - Sergej Tsjoedinov, Russisch skeletonracer
- 8 - Kim Clijsters, Belgisch tennisster
- 8 - Everton, Braziliaans voetballer
- 8 - Joeliana Fedak, Oekraïens tennisster
- 8 - Lucas Molo, Braziliaans autocoureur
- 8 - Morten Nordstrand, Deens voetballer
- 16 - Jeymmy Paola Vargas Gómez, Colombiaans model
- 18 - Khalil Beschir, Libanees autocoureur
- 18 - Guilbaut Colas, Frans freestyleskiër
- 18 - Alberto Radstake, Nederlands televisieproducent
- 18 - Thomas Zangerl, Oostenrijks freestyleskiër
- 19 - Menno van Dam, Nederlands voetbaltrainer
- 23 - Jolanda Verstraten, Nederlands atlete
- 30 - Anne van Veen, Nederlands kleinkunstzangeres

### juli

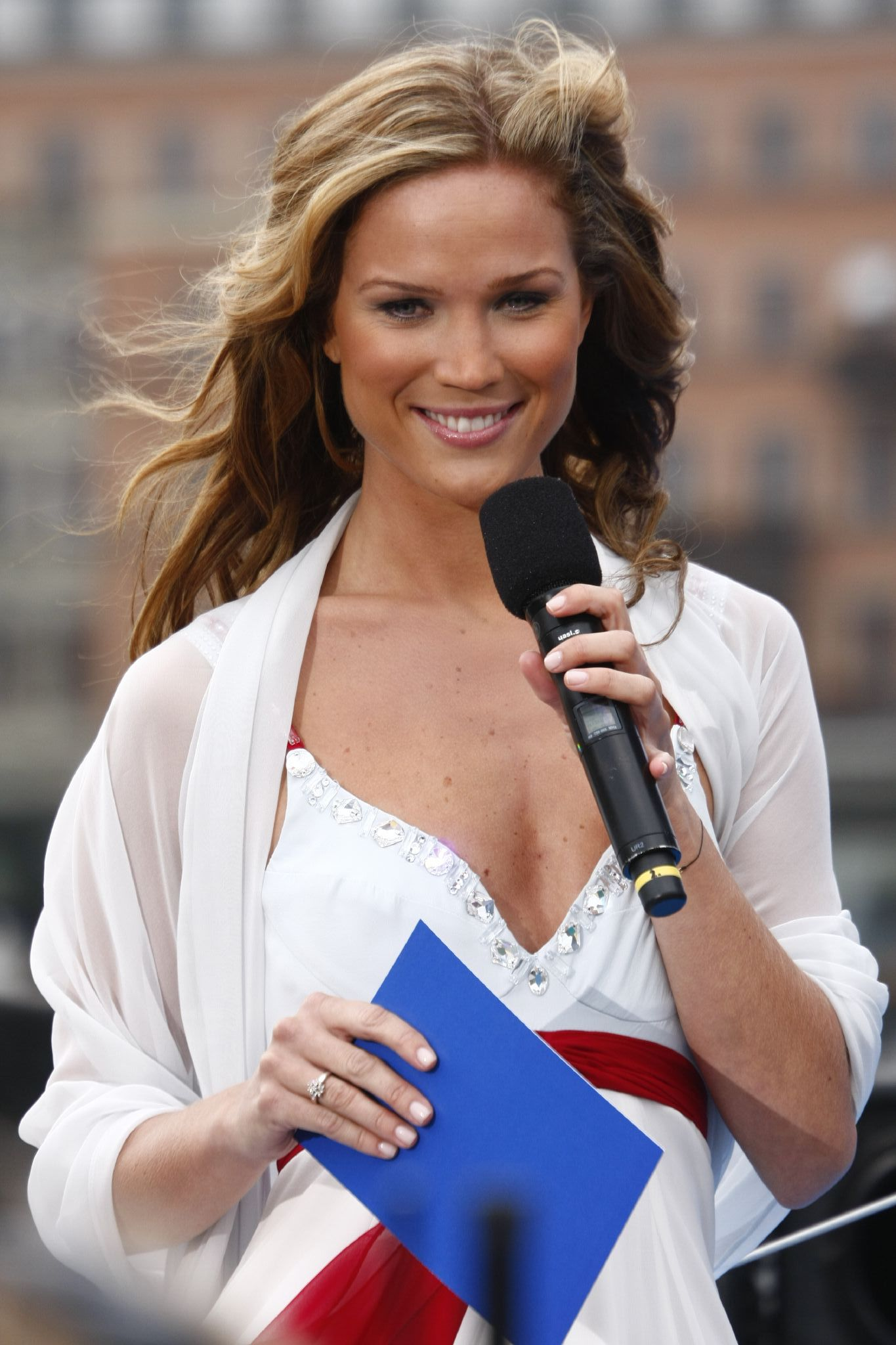
Marie Serneholt,
geboren op 11 juli

- 1 - Jesper Faurschou, Deens atleet
- 5 - Roel de Graaff, Nederlands voetballer (overleden 2025)
- 7 - Robert Eggers, Amerikaans regisseur en scenarioschrijver
- 7 - Jakub Wawrzyniak, Pools voetballer
- 9 - Catherine Van de Heyning, Belgische juriste, docente en parketmagistrate
- 11 - Marie Serneholt, Zweeds zangeres (A*Teens) en model
- 12 - Andrae Williams, Bahamaans atleet
- 13 - Mohamed Abdelwahab, Egyptisch voetballer (overleden 2006)
- 13 - Johnny Hoogerland, Nederlands wielrenner
- 14 - Adnane Aarbia, Marokkaans wielrenner
- 16 - Thomas Aiken, Zuid-Afrikaans golfer
- 20 - Denis Dasoul, Belgisch voetballer (overleden 2017)
- 20 - Ignisious Gaisah, Ghanees/Nederlands atleet
- 20 - Mona-Liisa Nousiainen, Fins langlaufster (overleden 2019)
- 20 - Manuel Schüttengruber, Oostenrijks voetbalscheidsrechter
- 20 - Jamaal Torrance, Amerikaans atleet
- 22 - Sharni Vinson, Australisch model en actrice
- 24 - Yuki Yamada, Japans darter
- 28 - Juan Guaidó, Venezolaans politicus

### augustus
- 4 - Greta Gerwig, Amerikaans actrice, regisseuse en scenarioschrijfster
- 4 - Ben Zucker, Duits zanger
- 6 - Björn Kircheisen, Duits noordse combinatieskiër
- 9 - Marcel Aarts, Nederlands basketballer
- 12 - Cindy Bell, Nederlands model, zangeres en musicalactrice
- 14 - Mila Kunis, Oekraïens-Amerikaans actrice
- 18 - Anne Claes, Belgisch atlete
- 19 - Missy Higgins, Australisch singer-songwriter en actrice
- 21 - Brody Jenner, Amerikaans model en tv-ster
- 21 - Scott McDonald, Australisch voetballer
- 21 - Gabriëlle Popken, Nederlands politica
- 23 - Luca Scassa, Italiaans motorcoureur
- 24 - Leandro Domingues, Braziliaans voetballer (overleden 2025)
- 25 - James Walker, Brits autocoureur
- 28 - Robin Verheyen, Belgisch saxofonist

### september
- 9 - Zoe Kazan, Amerikaans actrice
- 18 - Christina Chong, Brits actrice en zangeres
- 20 - Clara Sanchez, Frans baanwielrenster
- 27 - Lander Van Droogenbroeck, Belgisch atleet
- 28 - Olfert Molenhuis, Nederlands atleet
- 28 - Joe Murnan, Engels darter

### oktober
- 1 - Anna Drijver, Nederlands actrice en schrijfster
- 3 - Achmed Akkabi, Nederlands acteur en televisiepresentator
- 6 -  Andrew Jones, Welsh filmregisseur en scenarioschrijver (overleden 2023)
- 10 - Juliette van Ardenne, Nederlands actrice
- 16 - Loreen, Zweeds zangeres; winnares van het Eurovisie Songfestival in 2012 en 2023
- 19 - Olga Ponjee, Nederlands scenarioschrijfster
- 19 - Jorge Valdivia, Chileens voetballer
- 25 - Jessica Michele Hatfield, Amerikaans pornografisch actrice
- 25 - François Hériau, Frans autocoureur
- 27 - Vítězslav Veselý, Tsjechisch atleet
- 28 - Benja Bruijning, Nederlands acteur
- 28 - Suzan Verduijn, Nederlands paralympisch atlete

### november
- 6 - Kyla King, Nederlands fotomodel en pornoactrice
- 6 - Li Jun Li, Chinees-Amerikaans actrice
- 9 - Femke Merel van Kooten, Nederlands Tweede Kamerlid
- 11 - Philipp Lahm, Duits voetballer
- 14 - Jonathan van het Reve, Nederlands schrijver
- 14 - Dorien Rose (Duinker), Nederlands model en actrice
- 15 - Sophia Di Martino, Engels actrice
- 15 - Fernando Verdasco, Spaans tennisser
- 17 - Bastin Verweij, Nederlands voetballer
- 18 - Julia Ducournau, Frans filmregisseuse en scenarioschrijfster
- 19 - Varuzhan Akobian, Armeens-Amerikaans schaker
- 24 - Jesús Valenzuela, Venezolaans voetbalscheidsrechter

### december
- 1 - Fahad Al-Hamad, Koeweits voetballer
- 1 - Nathan Rutjes, Nederlands profvoetballer
- 2 - Elbert Smelt, Nederlands musicus, arts en presentator
- 8 - Shingo Akamine, Japans voetballer
- 8 - Utkarsh Ambudkar, Amerikaans acteur en zanger
- 8 - Michael Fabbri, Italiaans voetbalscheidsrechter
- 13 - Janeth Jepkosgei, Keniaans atlete
- 13 - Kim Vandenberg, Amerikaans zwemster
- 15 - Wang Hao, Chinees tafeltennisser
- 17 - Richard Lietz, Oostenrijks autocoureur
- 20 - Kees Akerboom jr., Nederlands basketballer
- 28 - Debatik Curri, Albanees voetballer
- 28 - Rolf van Eijk, Nederlands filmregisseur en scenarioschrijver
- 28 - John Fairbairn, Canadees skeletonracer
- 28 - Aiko Nakamura, Japans tennisster
- 30 - Ashley Zukerman, Amerikaans acteur
- 31 - Geerten Liefting, Nederlands organist en dirigent

### datum onbekend
- Zoro Feigl, Nederlands beeldend kunstenaar
- Suus de Groot, Nederlands singer-songwriter
- Mariëtte Middelbeek, Nederlands schrijfster
- Remco de Ridder, Nederlands freelance journalist, copywriter en schrijver
- Yves Saerens, Belgisch schrijver
- Mirjam Stolk, Nederlandse tolk
- Mandela Wee Wee, Nederlands acteur
- Salman Toor, Pakistaans-Amerikaanse kunstenaar